# The Bridge of Shadows
Pour plus de détails, voir Fiche technique et Distribution.
The Bridge of Shadows est un film muet américain réalisé par Fred Huntley et sorti en 1913.

## Fiche technique
- Réalisation : Fred Huntley
- Scénario : William E. Wing
- Société de production : Selig Polyscope Company
- Dates de sortie : 
  -  États-Unis : 13 octobre 1913

## Distribution
- Harold Lockwood : Edward Warren
- Mabel Van Buren
- William H. Brown
- Al W. Filson
- Camille Astor
- George Ketcham
- Lea Errol
- Al Hatch